# Robert Emil Westerlund

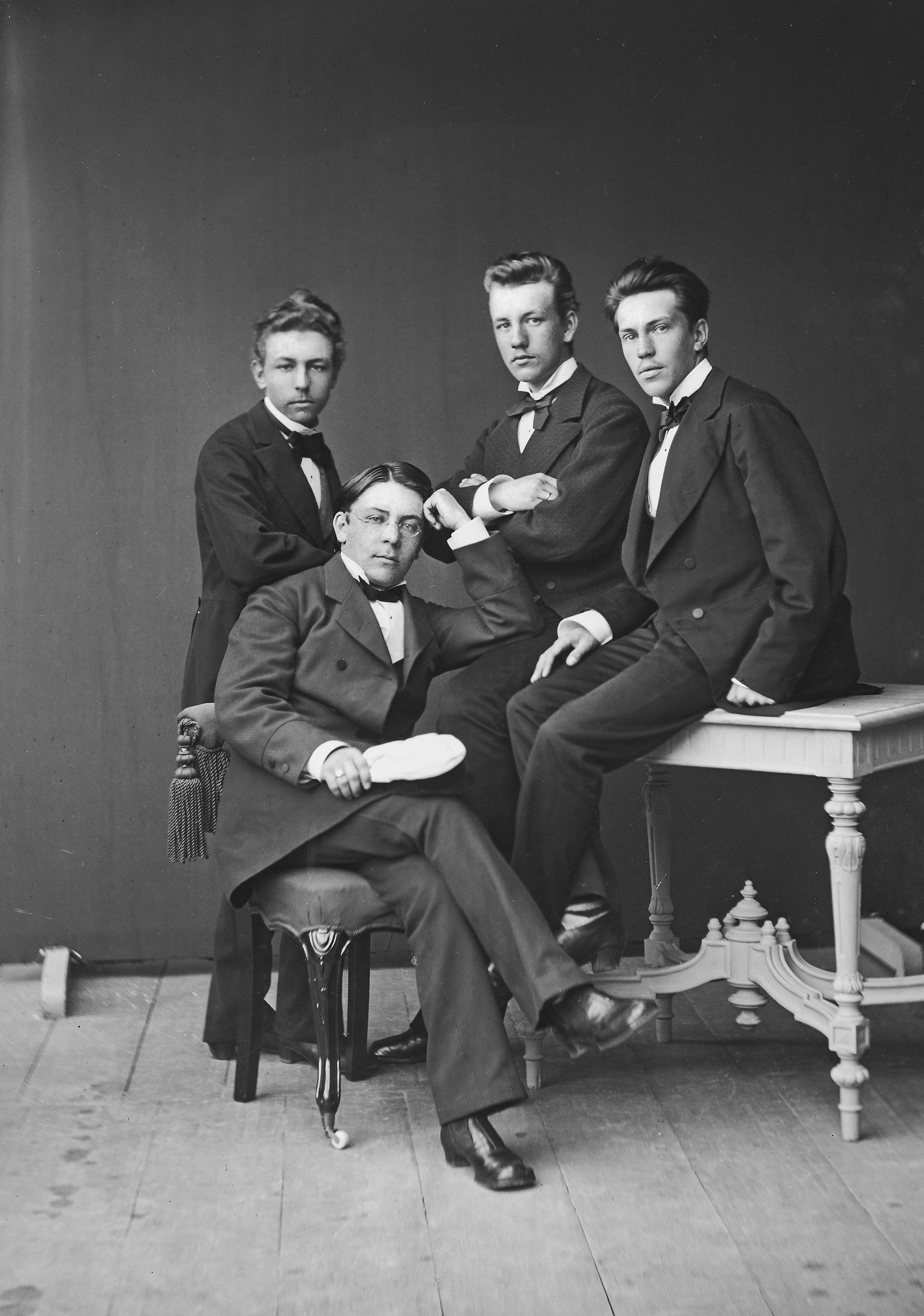
Westerlund (sittande) som student i vänners sällskap 1877.

Robert Emil Westerlund, född 21 januari 1859 i Uleåborg, död 5 juni 1922 i Helsingfors, var en finländsk apotekare och musikhandlare.
Westerlund var son till apotekaren Emil Westerlund och Maria Lovisa Clasen. Han gifte sig 1884 med Helena Emilia Pentzin, med vilken han fick tre barn. Westerlund tog studentexamen från Uleåborgs svenska lyceum, erhöll filosofie magisterexamen i botanik 1882, blev farmaceut 1883 och blev 1887 apotekare. Under studierna arbetade han vid faderns apotek i hemstaden och senare hos apotekare Girsén i Helsingfors. Återkommen till Uleåborg drev han apoteksverksamhet därstädes från 1888 till 1896, då han köpte Richard Faltins pianoverkstad, landets största, i Helsingfors. Successivt växte musikrörelsen och 1908 inredde Westerlund en musikaffär på Norra Esplanaden 37.
Tillsammans med Konrad Georg Fazer öppnade Westerlund 1897 en musikaffär kallad Helsingfors Nya Musikhandel på Alexandersgatan, ursprungligen uppförd av Anna Melán. Efter att Westerlund 1903 övergivit företaget blev Fazer ensam ägare, och verksamheten utvecklades sedermera till Musiikki-Fazer. Westerlunds egen rörelse, Oy R. E. Westerlund Ab, saluförde instrument och tryckte notblad, och var aktivt fram till 1967, då det köptes upp av Musiikki-Fazer.
1902 lät Westerlund bygga Villa Hvittorp i Kyrkslätt. Sommarstugan i nationalromantisk jugendstil ritades av arkitektfirman Gesellius-Lindgren-Saarinen. Westerlund avled efter en tids ohälsa på Eira sjukhus i Helsingfors 1922.